# Darája
Darája (arabsky داريا) je město v Sýrii, ležící asi osm kilometrů jihozápadně od hlavního města Damašku. Město patří k nejvíce bombardovaným oblastem Sýrie. Od roku 2012 ho po čtyři roky ovládali povstalci a obléhala syrská armáda.
Podle dohody mezi syrskou opozicí a vládním režimem došlo na konci srpna 2016 k evakuaci města, které pak pod kontrolu znovu získaly vládní síly.
Před občanskou válkou v Daráji žilo asi čtvrt milionu lidí. Před evakuací v roce 2016 jich podle odhadů OSN ve městě bez dodávek potravin zůstávaly asi čtyři tisíce.

## Situace během občanské války
Darája se stala jedním z prvních syrských měst, v nichž lidé na jaře 2011 začali vzdorovat vládě prezidenta Bašára Asada. Město pak zůstalo pod kontrolou povstalců.
Distribuci potravin a léků mezi obyvatelstvo bránily časté nálety a shazování barelových bomb. Humanitární pomoc se tak do města poprvé od začátku občanské války dostala až po čtyřech letech, v červnu 2016.
Syrská opozice a vláda poté dospěly k dohodě, na jejímž základě došlo na konci srpna 2016 k evakuaci města. Asi čtyři tisíce civilistů byly převezeny do provizorních přístřešků v Damašku a okolí. Odejít mohlo také asi 700 povstalců, kteří měli složit zbraně a přemístit se do opozicí kontrolované provincie Idlib. Město se pak opět dostalo pod kontrolu vládních sil.